# La danĝera lingvo
La danĝera lingvo. Studo pri persekutoj kontraŭ Esperanto (pol. Niebezpieczny język. Studium na temat prześladowań języka esperanto)  – książka opisująca prześladowania związane z używaniem i nauczaniem języka esperanto, oryginalnie napisana w języku esperanto. Autorem książki jest niemiecki historyk, japonista i esperantysta Ulrich Lins. Książka była kilkukrotnie wznawiana, ostatni raz w 2016.
Książka opisuje represje i szykany jakich doznawali esperantyści od czasów utworzenia esperanta, zaczynając od problemów z cenzurą, którym musiał przeciwstawić się Ludwik Zamenhof przed wydaniem swojej pionierskiej książki. Szczególnie dokładnie opisane są prześladowania ruchu esperanckiego w III Rzeszy oraz w okresie stalinizmu w Związku Radzieckim. Część książki poświęcona jest prześladowaniom we wschodniej Azji: w Chinach, Japonii, Korei i Tajwanie.

## Historia
Pomysł Ulricha Linsa podjęcia tematu prześladowań w ruchu esperanckim powstał w 1965. Wtedy to minęło dokładnie 30 lat od wprowadzenia zakazu używania esperanta przez III Rzeszę. Pierwszy artykuł Linsa podejmujący ten temat pod tytułem  Esperanto dum la Tria Regno (pol. Esperanto w III Rzeszy) ukazał się w niemieckiej gazecie Germana Esperanto-Revuo (1966/67). Wkrótce Ivo Lapenna zaproponował, aby temat prześladowań stał się jednym z rozdziałów przygotowywanego właśnie dzieła Esperanto en perspektivo. To sprawiło, że Lins głębiej zajął się tematem, poszerzając swoje badania szczególnie o czasy Stalina i Związek Radziecki.
W 1973 w Japonii ukazała się będąca rezultatem badań Linsa broszura pod tytułem La danĝera lingvo: Esperanto en la uragano de persekutoj (pol. Niebezpieczny język: esperanto w wichrach prześladowań). Treść broszury była tożsama z późniejszym rozdziałem w Esperanto en prespektivo. Planowane zamieszczenie rozdziału o prześladowaniach esperantystów w Związku Radzieckim wywołało sprzeciw związków esperanckich z terenu wschodniej Europy skierowany do Universala Esperanto-Asocio (UEA), pomimo tego rozdział został wydrukowany w całości.
W 1983 była już gotowa książka, której zaczątkiem był rozdział w Esperanto en perspektivo. Aby uniknąć ponownych protestów, UEA zdecydowało, że książkę wydrukuje niemieckie wydawnictwo Bleicher. Książka ukazała się w 1988, nie budząc protestów (z powodu zmian politycznych związanych z dojściem do władzy Michaiła Gorbaczowa).

## Wydania
Pierwsza wersja książki ukazała się w 1973, w postaci broszurowej, wydana przez wydawnictwo  L'omnibuso z Kioto.  Zawartość broszury była przedrukowana potem, jako jeden z rozdziałów Esperanto en Perspektivo. Nowe wydanie, rozbudowane  do kilkusetstronicowej książki, ukazało się w roku 1988 (wydawnictwo Bleicher z Gerlingen). Kolejne miały miejsce w roku 1990 (wydawnictwo Progreso z Moskwy) i 2016 (wydawnictwo Universala Esperanto-Asocio, wydanie poszerzone o nowe, niedostępne wcześniej źródła).

## Tłumaczenia
- The Dangerous Language: Esperanto under Hitler and Stalin. Vol. 1 (tłum. Humphrey Tonkin; Basingstoke, wyd. Palgrave Macmillan, 2016) s. 299.[6]
- Dangerous Language: Esperanto and the Decline of Stalinism. Vol. 2 (tłum. Humphrey Tonkin; Basingstoke, wyd. Palgrave Macmillan, 2017) s. 198[7].
- Die gefährliche Sprache: Die Verfolgung der Esperantisten unter Hitler und Stalin (Gerlingen, wyd. Bleicher, 1988) s. 326[8].

- La lingua pericolosa: Storia delle persecuzioni contro l'esperanto sotto Hitler e Stalin (Piombino, wyd. TraccEdizioni, 1990) s. 382.

- 危険な言語: 迫害のなかのエスペラント [Kiken na Gengo: Hakugai no Naka no Esuperanto] (Tokio, wyd. Iwanami Shoten, 1975) s. 261.

- 위험한 언어: 희망의 언어 에스페란토의 고난의 역사 [Ŭihŏmhan Ŏnŏ: Hŭimang ŭi Ŏnŏ Esŭp'erant'o ŭi Konan ŭi Yŏksa] (Seul, wyd. Kalmuri, 2013) s. 628

- Pavojingoji kalba: Esperantininku persekiojimai (Wilno, wyd. Mokslo ir enciklupediju institutas, 2005) s. 462

- Niebezpieczny język (tłum. Danuta Kowalska; 1986) [wersja elektroniczna][9]

- Опасный язык: Книга о преследованиях эсперанто [Opasnyj jazyk: Kniga o priesliedowanijach espieranto] (Moskwa, wyd.Prava ĉelovjeka, 1999) s. 574